# Televisión Nacional de Bulgaria
Televisión Nacional de Bulgaria (en cirílico, Българска национална телевизия; Bălgarska Nationalna Televizija), más conocida por las siglas BNT (БНТ), es la empresa de televisión pública de Bulgaria. Actualmente gestiona dos canales de televisión (BNT1 y BNT2), una señal en alta definición y un canal internacional. 
La empresa fue fundada en 1959 y comenzó sus emisiones regulares el 26 de diciembre del mismo año. En 1971 el gobierno búlgaro decidió que la BNT se desligara de la radio pública, Radio Nacional de Bulgaria (Bălgarsko Natsionalno Radio). Desde 1998 funciona bajo una ley audiovisual que establece sus funciones de servicio público y su estatus legal.
Es miembro activo de la Unión Europea de Radiodifusión desde 1993.

## Historia
La televisión en Bulgaria se puso en marcha el 7 de noviembre de 1959 desde Sofía con la retransmisión de un desfile del ejército. No obstante, la fundación oficial de la Televisión Nacional de Bulgaria data del 26 de diciembre de 1959, fecha en que empezó el servicio regular. Con la normalización del servicio, el ministerio de Cultura creó en 1964 una dirección única para la radio y la televisión. El 9 de septiembre de 1975 comenzaron las emisiones del segundo canal (BNT 2).
Durante el tiempo de la República Popular de Bulgaria, BNT funcionó como un órgano de propaganda al servicio del presidente Todor Zhivkov. Aunque en 1971 la radio y la televisión pasaron a funcionar por separado, en 1986 el gobierno volvió al sistema anterior con la creación de un comité nacional. Sin embargo, la llegada de la democracia en 1990 motivó cambios en la estructura de BNT: la Asamblea Nacional aprobó ese mismo año una ley para dotarla de mayor independencia.
El 1 de junio de 1992 se configuró la actual Televisión Nacional de Bulgaria en torno a dos canales: Kanal 1 (Канал 1) se convirtió en la señal generalista, mientras que Efir 2 (Ефир 2) asumió una oferta alternativa. Un año después se pusieron en marcha los primeros centros de producción regionales. En 1998 se aprobó la actual ley audiovisual que regula sus funciones de servicio público, y el 2 de mayo de 1999 se creó el canal internacional BNT World.
El segundo canal de BNT desapareció en el 2000 por orden del gobierno búlgaro, que otorgó su frecuencia al grupo privado bTV. En 2011 lo reabrió gracias a la televisión digital terrestre, con el nombre de BNT 2. En 2014 nació BNT HD, que en 2018 cambió a BNT 3.

## Servicios
BNT gestiona tres canales nacionales y uno internacional.
| Logo | Canal de televisión | Información |
| ---- | ------------------- | --- |
|      | BNT 1               | Canal de televisión generalista, fue fundado en 1959. |
|      | BNT 2               | Canal de televisión generalista de ámbito regional. Comenzó sus transmisiones el 16 de octubre de 2011, gracias a la fusión de los cuatro centros regionales que opera la BNT en las ciudades de Blagoevgrad, Varna, Plovdiv y Ruse.                                                               |
|      | BNT 3               | Canal en alta definición especializado en deportes, comenzó a emitir el 6 de febrero del 2014 como BNT HD. Adoptó su nombre actual el 10 de septiembre del 2018. |
|      | BNT 4               | Canal internacional para los búlgaros en el extranjero, fue fundado el 2 de mayo de 1999 como TV Bulgaria (hasta el 14 de septiembre del 2008), después como BNT SAT (hasta el 20 de diciembre del 2010), luego como BNT World, hasta el 10 de septiembre del 2018 cuando adoptó su nombre actual. |

## Imagen corporativa

Primer logo de BNT desde 1959 hasta 2008.
Logo desde 2008 hasta 2018.
Logo actual.